# Stellepipona brevicornis
Stellepipona brevicornis är en stekelart som beskrevs av Giordani Soika 1987. Stellepipona brevicornis ingår i släktet Stellepipona och familjen Eumenidae. Inga underarter finns listade i Catalogue of Life.